# Doo-Wops & Hooligans
Doo-Wops & Hooligans er debutalbummet fra den amerikanske sanger og sangskriver, Bruno Mars.

## Spor
| Doo-Wops & Hooligans | Doo-Wops & Hooligans                                | Doo-Wops & Hooligans                                                                                             | Doo-Wops & Hooligans            | Doo-Wops & Hooligans | Doo-Wops & Hooligans | Doo-Wops & Hooligans | Doo-Wops & Hooligans | Doo-Wops & Hooligans | Doo-Wops & Hooligans |
| #                    | Titel                                               | Sangskriver(e)                                                                                                   | Producer                        | Længde               |                      |                      |                      |                      |                      |
| -------------------- | --------------------------------------------------- | --- | ------------------------------- | -------------------- | -------------------- | -------------------- | -------------------- | -------------------- | -------------------- |
| 1.                   | "Grenade"                                           | P.Hernandez, P.Lawrence, A.Levine, B.Brown, C.Kelly, A.Wyatt                                                     | The Smeezingtons                | 3:42                 |                      |                      |                      |                      |                      |
| 2.                   | "Just the Way You Are"                              | P.Hernandez, P.Lawrence, A.Levine, K.Walton, K.Cain                                                              | The Smeezingtons, Needlz        | 3:40                 |                      |                      |                      |                      |                      |
| 3.                   | "Our First Time"                                    | P.Hernandez, P.Lawrence, A.Levine, D. Chin-Quee, M.Chin                                                          | The Smeezingtons, The Supa Dups | 4:03                 |                      |                      |                      |                      |                      |
| 4.                   | "Runaway Baby"                                      | P.Hernandez, P.Lawrence, A.Levine, B.Brown                                                                       | The Smeezingtons                | 2:27                 |                      |                      |                      |                      |                      |
| 5.                   | "The Lazy Song"                                     | P.Hernandez, P.Lawrence, A.Levine, K.Warsame                                                                     | The Smeezingtons                | 3:15                 |                      |                      |                      |                      |                      |
| 6.                   | "Marry You"                                         | P.Hernandez, P.Lawrence, A.Levine                                                                                | The Smeezingtons                | 3:50                 |                      |                      |                      |                      |                      |
| 7.                   | "Talking to the Moon"                               | P.Hernandez, P.Lawrence, A.Levine, A.Winkler, J.Bhasker                                                          | The Smeezingtons                | 3:37                 |                      |                      |                      |                      |                      |
| 8.                   | "Liquor Store Blues" (featuring Damian Marley)      | P.Hernandez, P.Lawrence, A.Levine, D.Chin-Quee, M.Chin, D.Marley, T.Pentz                                        | The Smeezingtons, The Supa Dups | 3:49                 |                      |                      |                      |                      |                      |
| 9.                   | "Count on Me"                                       | P.Hernandez, P.Lawrence, A.Levine                                                                                | The Smeezingtons                | 3:17                 |                      |                      |                      |                      |                      |
| 10.                  | "The Other Side" (featuring Cee Lo Green and B.o.B) | P.Hernandez, P.Lawrence, A.Levine, B.Brown, M.Caren, P.Stump, K.Rastegar, J.Wicks, J.Ruzumna, J.Lopez, B.Simmons |                                 |                      |                      |                      |                      |                      |                      |
| 35:27                |                                                     | |                                 |                      |                      |                      |                      |                      |                      |

| Deluxe-udgavens bonussange | Deluxe-udgavens bonussange                           | Deluxe-udgavens bonussange                                  | Deluxe-udgavens bonussange | Deluxe-udgavens bonussange | Deluxe-udgavens bonussange | Deluxe-udgavens bonussange | Deluxe-udgavens bonussange | Deluxe-udgavens bonussange | Deluxe-udgavens bonussange |
| #                          | Titel                                                | Sangskriver(e)                                              | Producer                   | Længde                     |                            |                            |                            |                            |                            |
| -------------------------- | ---------------------------------------------------- | ----------------------------------------------------------- | -------------------------- | -------------------------- | -------------------------- | -------------------------- | -------------------------- | -------------------------- | -------------------------- |
| 11.                        | "Just the Way You Are" (Remix featuring Lupe Fiasco) | P.Hernandez, P.Lawrence, A.Levine, K.Walton, K.Cain, W.Jaco | The Smeezingtons, Needlz   | 3:58                       |                            |                            |                            |                            |                            |
| 12.                        | "Somewhere in Brooklyn" (EP version)                 |                                                             |                            | 3:01                       |                            |                            |                            |                            |                            |
| 6:59                       |                                                      |                                                             |                            |                            |                            |                            |                            |                            |                            |

| 11. | "Just the Way You Are" (Remix featuring Lupe Fiasco) | P.Hernandez, P.Lawrence, A.Levine, K.Walton, K.Cain, W.Jaco | The Smeezingtons, Needlz | 3:58 |
| 12. | "Somewhere in Brooklyn" (EP version)                 |                                                             |                          | 3:01 |
| 13. | "Talking to the Moon" (Akustisk piano version)       |                                                             |                          |      |
| 14. | "Just the Way You Are" (Live)                        |                                                             |                          |      |
| 15. | "Grenade" (Live)                                     |                                                             |                          |      |
| 16. | "The Other Side" (Live)                              |                                                             |                          |      |

| Europæiske bonussange | Europæiske bonussange                          | Europæiske bonussange | Europæiske bonussange | Europæiske bonussange | Europæiske bonussange | Europæiske bonussange | Europæiske bonussange | Europæiske bonussange | Europæiske bonussange |
| #                     | Titel                                          | Sangskriver(e)        | Producer              | Længde                |                       |                       |                       |                       |                       |
| --------------------- | ---------------------------------------------- | --------------------- | --------------------- | --------------------- | --------------------- | --------------------- | --------------------- | --------------------- | --------------------- |
| 11.                   | "Somewhere in Brooklyn" (EP version)           |                       |                       | 3:01                  |                       |                       |                       |                       |                       |
| 12.                   | "Talking to the Moon" (Akustisk piano version) |                       |                       | 3:37                  |                       |                       |                       |                       |                       |
| 6:38                  |                                                |                       |                       |                       |                       |                       |                       |                       |                       |

## Hitlister
| Hitliste (2010–11)  | Top placering |
| ------------------- | ------------- |
| Australien          | 2             |
| Østrig              | 2             |
| Belgien (Flandern)  | 1             |
| Belgien (Vallonien) | 20            |
| Canada              | 1             |
| Danmark             | 3             |
| Holland             | 1             |
| Frankrig            | 18            |
| Tyskland            | 1             |
| Ungarn              | 35            |
| Irland              | 1             |
| Italien             | 11            |
| Mexico              | 97            |
| New Zealand         | 2             |
| Norge               | 19            |
| Portugal            | 10            |
| Spanien             | 9             |
| Schweiz             | 1             |
| UK Albums Chart     | 1             |
| US Billboard 200    | 3             |

## Kreditering og personel
| - B.o.B – vokaler, sangskriver - Aaron Bay-Schuck – A&R - Jeff Bhasker – sangskriver - Nicki Bilardello – art direction, design - Brody Brown – sangskriver, instrumenter - Mitchum Chin – sangskriver - Dwayne "Supa Dups" Chin-Quee – trummer, producer, arrangør, sangskriver, programmering - DJ Dizzy – scratching - Lanre Gaba – A&R - Cee Lo Green – vokaler - Claude Kelly – sangskriver - Philip Lawrence – sangskriver - Ari Levine – sangskriver, lydtekniker, instrumenter | - Eric Madrid – assistent - Stephen Marcussen – mastering - Damian Marley – vokaler, sangskriver - Bruno Mars – vokaler, sangskriver, instrumenter - Needlz – producer, sangskriver - Thomas Pentz – sangskriver - Michelle Piza – package manager - Christian Plata – assistent - Alex Schwartz – A&R - Khalil Walton – sangskriver - Albert Winkler – sangskriver - Andrew Wyatt – sangskriver |